# Laxophobie
La laxophobie est une forme de colopathie correspondant à la peur d’être pris de diarrhées impérieuses en public, en dehors de chez soi, et de ne pas arriver à se retenir le temps de trouver des toilettes.

## Symptômes
La laxophobie est associée à une colopathie fonctionnelle ou maladie du côlon irritable. La peur d'être bloqué et de ne pas avoir accès à des toilettes provoque des diarrhées impérieuses.
Elle apparaît le plus souvent dans un contexte de dysfonctionnements digestifs tels que la colopathie fonctionnelle. Les troubles psychologiques le plus souvent associés sont l’anxiété, la dépression et diverses phobies comme la phobie sociale et l’agoraphobie.
Ces dysfonctionnements peuvent conduire à des troubles du comportement alimentaire et à des stratégies d’évitement, vis-à-vis des situations où l’accès aux toilettes se trouve compromis. La laxophobie peut engendrer un isolement social et affectif significatif. La plupart du temps elle constitue un handicap non négligeable dans la vie professionnelle et familiale de la personne qui en est atteinte, et c’est souvent toute la sphère relationnelle qui peut s’en trouver modifiée.

## Incidence
Il existe peu d'études françaises sur le sujet. Le pays le plus avancé dans l'étude de la laxophobie est le Japon où la maladie est très présente.

## Endoscopie
Les patients laxophobes subissent généralement une endoscopie pour vérifier qu'il ne s'agit pas d'une maladie inflammatoire chronique intestinale (MICI) telle que la maladie de Crohn ou la rectocolite hémorragique.